# Departementen van Gabon
Er zijn vijftig departementen van Gabon, vallend onder negen provincies (provinces). De departementen zijn op hun beurt verdeeld in kantons (cantons), en gemeenten (communes). Een deel van de departementen is tegelijkertijd gemeente.

## Overzicht
De hoofdplaatsen van de departementen staan tussen haakjes.
- Provincie Estuaire: Libreville (Libreville) • Komo-Mondah (Ntoum) • Komo (Kango) • Noya (Cocobeach) • Komo-Océan (Ndzomoe) • Owendo (Owendo)
- Provincie Haut-Ogooué: Mpassa (Franceville) • Lebombi-Leyou (Moanda) • Sebe-Brikolo (Okondja) • Lekoko (Bakoumba) • Ogooué-Letili (Boumango) • Djouori-Agnili (Bongoville) • Lekoni-Lekori (Akiéni) • Plateaux (Lékoni) • Djoué (Onga) • Lekabi-Lewolo (Ngouoni) • Bayi-Brikolo (Aboumi)
- Provincie Moyen-Ogooué: Ogooué et Lacs (Lambaréné) • Abanga-Bigne (Ndjolé)
- Provincie Ngounié: Douya-Onoye (Mouila) • Tsamba-Magotsi (Fougamou) • Boumi-Louetsi (Mbigou) • Ogoulou (Mimongo) • Dola (Ndendé) • Ndolou (Mandji) • Louetsi-Wano (Lébamba) • Louetsi-Bibaka (Malinga) • Mougalaba (Guiétsou)
- Provincie Nyanga: Mougoutsi (Tchibanga) • Basse-Banio (Mayumba) • Douigny (Moabi) • Doutsila (Mabanda) • Haute-Banio (Ndindi) • Mongo (Moulengui-Binza)
- Provincie Ogooué-Ivindo: Ivindo (Makokou) • Lopé (Booué) • Zadié (Mékambo) • Mvoung (Ovan)
- Provincie Ogooué-Lolo: Mulundu (Lastoursville) • Lombo-Bouenguidi (Pana) • Offoué-Onoye (Iboundji) • Lolo-Bouenguidi (Koulamoutou)
- Provincie Ogooué-Maritime: Bendjé (Port-Gentil) • Ndougou (Gamba) • Etimboué (Omboué)
- Provincie Woleu-Ntem: Woleu (Oyem) • Ntem (Bitam) • Haut-Ntem (Minvoul) • Okano (Mitzic) • Haut-Como (Médouneu)